# ルイージ・リッツィ

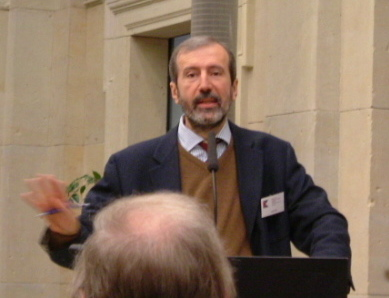

ルイージ・リッツィ（Luigi Rizzi、1952年6月3日 - ）はイタリアの言語学者。統語論が専門。シエナ大学教授。イタリア国立ピサ高研究院（Scuola Normale Superiore）、パリ大学（University of Paris VIII. ）で学ぶ。シエナ大学の前はジュネーヴ大学に在籍した。Rivista di grammatica generativa（生成文法レビュー）、Linguistic Inquiry（言語研究）の編集者を務める。イタリア語、フランス語などのロマンス語と英語などの比較からパラメターの概念を導入し、統率と束縛の理論（原理とパラメターのアプローチ）の形成に大きく寄与した。相対最小性（relativized minimality）という局所条件を提案し、それは経済性の原理の根本概念のひとつにもなった。リッツィの提案する理論は美的であり簡素であるが故に説得力を持ち、他の多くの研究者の心をとらえる。

## 著書
- Issues in Italian Syntax (1982). Dordrecht: Foris.
- Relativized Minimality (1990). Cambridge, MA: MIT Press.
- The Structure of CP and IP: The Cartography of Syntactic Structures, Vol. 2 (ed.) (2004). Oxford: OUP.